# Repubblicanesimo irlandese
Il repubblicanesimo irlandese (in gaelico: poblachtánachas Éireannach) è un'ideologia patriottica (o nazionalista) e repubblicana basata sulla credenza che tutta l'Irlanda debba essere considerata una repubblica indipendente. Lo sviluppo dei sentimenti nazionalisti e democratici in Europa tra XVIII e XIX secolo ebbero l'effetto in Irlanda di lasciar emergere il repubblicanesimo locale, in opposizione al governo britannico dell'area. Questo fu la risposta a secoli di conquista britannica e di resistenza degli irlandesi con la ribellione. Le discriminazioni nei confronti di cattolici e anticonformisti attuate dall'amministrazione britannica, cercarono a più riprese di sopprimere la cultura irlandese, fomentando la credenza popolare che vedeva l'Irlanda fortemente svantaggiata dall'approvazione dell'Act of Union, questioni che furono al centro dell'opposizione degli irlandesi agli inglesi.
La Society of United Irishmen, costituitasi negli anni '80 del Settecento e guidata da protestanti liberali, si evolvette in una vera e propria organizzazione repubblicana di stampo rivoluzionario, ispirata dalla Rivoluzione Americana ed alleata coi rivoluzionari francesi. Fu quest'organizzazione a lanciare la rivolta del 1798 col sostegno delle truppe francesi. La ribellione portò ad alcuni successi, in particolare nella Contea di Wexford, prima di venire repressa. Una seconda rivolta ebbe luogo nel 1803, guidata questa volta da Robert Emmet, che venne però altrettanto velocemente e violentemente repressa, concludendosi con l'impiccagione di Emmet. Il movimento dei Giovani irlandesi, costituitosi negli anni '30 dell'Ottocento, fece inizialmente parte della Repeal Association di Daniel O'Connell, ma la rottura si ebbe sull'uso legittimo della violenza. I membri di questa organizzazione portarono avanti la fallimentare Rivolta dei Giovani Irlandesi del 1848. Il suo capo venne deportato nella Terra di Van Diemen. Molti sostenitori della causa fuggirono negli Stati Uniti dove si legarono ad altri irlandesi esiliati dalla Fenian Brotherhood. Assieme alla Irish Republican Brotherhood, fondata in Irlanda da James Stephens ed altri nel 1858, venne costituito un movimento conosciuto col nome di "feniani" che dedicò il proprio operato a delegittimare e detronizzare il governo imperiale britannico in Irlanda, portando avanti la rivolta feniana del 1867 e la Campagna dinamitarda feniana in Inghilterra negli anni '80 dell'Ottocento.
All'inizio del XX secolo, i membri dell'Irish Republican Brotherhood, ed in particolare Tom Clarke e Seán MacDermott, iniziarono a pianificare un'altra insurrezione. La Rivolta di Pasqua ebbe luogo dal 24 al 30 aprile 1916, quando i membri degli Irish Volunteers e dell'Irish Citizen Army assediarono il centro cittadino di Dublino, proclamando una repubblica che venne soppressa dalle forze inglesi nel giro di una settimana. L'esecuzione dei leader dell'evento, tra cui spiccavano i nomi di Clarke, MacDermott, Patrick Pearse e James Connolly, portò ad una nuova ondata di repubblicanesimo in Irlanda. Nel 1917 il partito del Sinn Féin si pose l'idea di assicurarsi l'indipendenza e l'unificazione irlandese ed alle elezioni del 1918 ottenne 73 seggi sui 105 della camera dei comuni irlandese. I membri eletti ad ogni modo non presero posto sui loro seggi ma diedero vita al Primo Dáil. Tra il 1919 ed il 1921 l'Irish Republican Army (IRA), fedele al Dáil, combatté il British Army ed il Royal Irish Constabulary (RIC), nella Guerra d'indipendenza irlandese. Discussioni tra il governo britannico e quello irlandese ebbero luogo nel 1921 e portarono alla costituzione di un dominion inglese noto col nome di Libero Stato d'Irlanda. Questo portò allo scoppio della Guerra civile irlandese.
Il Libero Stato divenne una monarchia costituzionale indipendente con la Dichiarazione Balfour del 1926 e con lo Statuto di Westminster del 1931 e divenne formalmente una repubblica col Republic of Ireland Act 1948. In quello stesso anno il movimento repubblicano prese la decisione di focalizzarsi sull'Irlanda del Nord. La Border Campaign che perdurò dal 1956 al 1962, portò all'attacco ed al bombardamento delle caserme del Royal Ulster Constabulary. Il fallimento finale di questa campagna ad ogni modo portò la leadership politica irlandese a concentrarsi sull'unificazione nazionale. Dopo lo scoppio del Conflitto nordirlandese nel 1968-9, il movimento si divise tra Officials (comunisti) e Provisionals (socialisti democratici) all'inizio del 1970. Entrambe le fazioni inizialmente si impegnarono in una campagna armata contro gli inglesi, ma gli Officials gradualmente si concentrarono sul cessate il fuoco chiesto nel 1972; l'associato "Official Sinn Féin" si rinominò in Workers' Party. Il Provisional IRA, ad eccezione del breve cessate il fuoco dal 1972 al 1975, mantenne una campagna di violenza e terrore per trent'anni, quasi esclusivamente contro obiettivi militari. Quando il Social Democratic and Labour Party (SDLP) rappresentò i nazionalisti dell'Irlanda del Nord in iniziative come l'Accordo di Sunningdale del 1973, i repubblicani decisero di non prendervi parte, credendo che solo il ritiro definitivo dell'esercito inglese avrebbe potuto portare all'unificazione nazionale. Le idee iniziarono a cambiare dopo il discorso pubblico del repubblicano Danny Morrison nel 1981, il quale chiese di invertire la rotta sul piano politico. Sotto la leadership di Gerry Adams, il Sinn Féin si focalizzò sulla ricerca di un accordo politico. Quando il partito votò nel 1986 per definire i corpi legislativi irlandesi, una frangia di repubblicani estremisti, che costituirono il Republican Sinn Féin ed il Continuity IRA, si distaccarono ulteriormente. Dopo il Dialogo Hume–Adams, il Sinn Féin decise di prendere parte al Processo di pace dell'Irlanda del Nord che portò ai cessate il fuoco del 1994 e del 1997 sino al Good Friday Agreement del 1998.

## Storia

### Sfondo storico del governo inglese in Irlanda
A seguito dell'Invasione normanna dell'Irlanda nel XII secolo, l'Irlanda, o parte di essa, subì l'occupazione militare dell'Inghilterra. Molti dei gaelici nativi tentarono di resistere a questa occupazione, anche se non venne raggiunto alcun obbiettivo unitario indipendentista a causa della presenza di molte signorie indipendenti su tutto il territorio dell'isola. La Conquista Tudor dell'Irlanda ebbe luogo nel XVI secolo. Questa portò alla questione delle Piantagioni dell'Irlanda dove le terre dei Clan irlandesi e Hiberno-normanni vennero confiscati per essere assegnate a coloni protestanti ("Planters") provenienti da Inghilterra e Scozia. La Piantagione dell'Ulster iniziata nel 1609, come pure l'intera provincia venne pesantemente colonizzata dagli inglesi e dagli scozzesi.
Campagne contro la presenza inglese sull'isola vennero portate avanti dal radicalizzarsi dell'ideologia repubblicana irlandese. Negli anni '90 del Cinquecento, si ebbe la resistenza opposta da Hugh O'Neill (vedi Guerra dei nove anni). I capi irlandesi vennero sconfitti, portando al loro esilio (episodio noto col nome di "Fuga dei Conti") e la formazione della già menzionata Plantation dell'Ulster nel 1609.
Tre decenni più tardi, la Ribellione irlandese del 1641 ebbe inizio. Questa era composta da una coalizione di irlandesi e "vecchi inglesi" (discendenti dai primi coloni anglo-normanni che si erano insediati in loco all'epoca dell'invasione normanna) che si ribellarono al governo inglese. Iniziato come un colpo di Stato con l'intento di restaurare le terre perdute nell'Irlanda del Nord e difendere i diritti religiosi e di proprietà dei cattolici, (che erano stati soppressi dal parlamento puritano inglese) portarono allo scoppio delle Guerre confederate irlandesi. Nell'estate del 1642, gli aristocratici cattolici locali costituirono la Confederazione Cattolica che divenne de facto il governo dell'Irlanda per un breve periodo nel 1649 sino a quando le forze parlamentari inglesi non portarono avanti la Conquista cromwelliana dell'Irlanda ed i vecchi proprietari terrieri cattolici vennero definitivamente privati dei loro possedimenti.